# Leo
Leo er et drengenavn, der stammer fra latin, hvor ordet betyder "løve". Navnet forekommer i varianten Leon samt i en række sammensætninger, blandt andet Leonard og Lennart. På andre sprog anvendes varianter af navnet, f.eks. Lev (Лев) på russisk.

## Kendte personer med navnet
- Pave Leo 1., Pave Leo 3., Pave Leo 10., Pave Leo 13., Pave Leo 14. (i alt fjorten paver har båret navnet.
- Leon Andreasen, dansk fodboldspiller.
- Leo Kanner, østrigsk-amerikansk psykiater.
- Leo Mathisen, dansk jazzmusiker og -komponist.
- Leo Nielsen, dansk cykelrytter.
- Leo Nielsen, dansk musiker (Sussi & Leo).
- Lev Tolstoj, russisk forfatter.
- Lev Trotskij, russisk politiker.

## Navnet anvendt i fiktion
- Léon er en film instrueret af Luc Besson.

## Andre anvendelser
- LEO Pharma Nordic er et medicinalfirma.
- Leon kan dække over flere stednavne.